# Petrovići (gmina Nikšić)
Petrovići (cyr. Петровићи) – wieś w Czarnogórze, w gminie Nikšić. W 2011 roku liczyła 165 mieszkańców.